# Melchior de Croze
Pour les articles homonymes, voir Croze (homonymie).
Melchior de Croze, né le 12 février 1682 à Pertuis et mort le 18 décembre 1743 à Marseille, est un ecclésiastique français.

## Biographie
L’un des meilleurs élèves de l’Oratoire de Marseille, animé d’une grande piété, Croze fut remarqué par ses regards de ses maitres qui l’admirent dans leur congrégation et le formèrent à l’éloquence de la chaire. Mais les espérances et les leçons des Oratoriens échouèrent devant la délicatesse de la santé du jeune Croze qui dut, après des études fatigantes, renoncer à entrer dans la carrière de la prédication, et il ne tarda pas à demander lui-même de sortir de la congrégation de l’Oratoire alors qu’il n’avait pas encore reçu les ordres.
Membre de la hiérarchie sacrée, de Croze prit une seconde fois la résolution de s’éloigner du monde. L’amour de la vie monastique le dirigea vers l’abbaye de Saint-Victor où il fit profession en 1713.
L’Académie de Marseille, dont le projet de fondation avait souri à l’abbé de Croze, trouva en lui une disposition scrupuleuse à remplir les obligations offertes à son zèle : il fut un des Académiciens de la fondation qui, par leurs discours autant que par leur assiduité, procurèrent le mieux la gloire à ce corps. Il mourut cependant sans avoir publié aucun des panégyriques qu’il avait prêchés et des discours communiqués dans plusieurs assemblées.

## Ouvrages lus aux séances
- Discours sur le danger des richesses, 1726 ;
- Discours sur la profession religieuse, 1727 ;
- Sur l’unanimité et le zèle qui doivent régner dans l’Académie, 1727 ;
- Discours sur l’utilité de l’émulation dans les Académies, 1728 ;
- Réflexions en forme de lettres sur le style de la chaire, 1728 ;
- Discours « c’est la nature ou l’art qui contribue le plus à la beauté des ouvrages d’esprit, 1729 ;
- Discours lequel des deux contribue le plus à la perfection des ouvrages d’esprit, ou la nature ou l’éducation, 1731 ;
- Sur la politesse, 1734 ;
- Sur l’utilité des assemblées publiques des Académies, 1740 ;
- Sur l’union qui doit régner dans les Sociétés littéraires, 1741.

## Sources
- Louis Toussaint Dassy, L’Académie de Marseille : ses origines, ses publications, ses archives, ses membres, t. 3, Marseille, Barlatier-Feissat, 1877, p. 85-6.
- Émile Perrier, Les bibliophiles et les collectionneurs provençaux anciens et modernes : arrondissement de Marseille, Barthelet et Cie, 1897